# Christine Prunaud
Christine Prunaud, née le 4 septembre 1950, est une femme politique française. Elle est sénatrice des Côtes-d'Armor de 2014 à 2020.

## Biographie
Issue d'une famille de trois enfants, ancrée à gauche, « plutôt socialiste », Christine Prunaud est la petite-fille d'Eugène Bagot, maire de Plénée-Jugon de 1945 à 1959.

### Engagement local
Elle s'investit dans les associations, pour le droit des femmes, la cause internationale, la laïcité, l'égalité et la citoyenneté. Elle a été adjointe au maire de Lamballe, élue au conseil municipal en mars 2001, mars 2008 et mars 2014 et vice-présidente de Lamballe communauté, chargée de la petite enfance, de l'enfance et de la jeunesse.
Après son élection au Sénat en 2014, elle quitte ses fonctions exécutives mais demeure conseillère municipale de Lamballe et conseillère communautaire à Lamballe Communauté.

### Sénatrice
Lors des élections sénatoriales de septembre 2014, elle est en deuxième position sur la liste d'union de la gauche emmenée par le socialiste Yannick Botrel, ce qui lui permet d'être élue pour la première fois au Sénat.
Elle fait partie du Groupe communiste, républicain, citoyen et écologiste et siège dans la commission de la culture, de l'éducation et de la communication jusqu'au 3 octobre 2017. Elle est aussi membre de l'office parlementaire d'évaluation des choix scientifiques et technologiques et du conseil d'administration du Centre national du livre.
Elle est nommée membre de la commission des affaires étrangères, de la défense et des forces armées à compter du 4 octobre 2017. Elle est aussi membre de la Délégation aux droits des femmes et à l'égalité des chances entre les hommes et les femmes.
Elle est à l'initiative d’une conférence consacrée à « La souveraineté du peuple sahraoui sur ses ressources naturelles », organisée le 15 novembre 2019 à Paris,  et destinée à questionner le rôle du Maroc, des pays partenaires, et des multinationales dans l'exploitation des ressources du Sahara occidental.
Élections générales turques
Le 24 juin 2018, lors des élections générales turques de 2018, Christine Prunaud est arrêtée, ainsi que Hulliya Turan et Pascal Torre, deux membres du PCF, alors qu'ils étaient à Agri en Turquie en tant qu'observateurs du scrutin,.